# モーガン郡 (ユタ州)
モーガン郡（モーガンぐん、英: Morgan County）は、アメリカ合衆国ユタ州の北部に位置する郡である。2010年国勢調査での人口は9,469人であり、2000年の7,129人から33%増加した。郡庁所在地はモーガン市（人口3,687人）であり、同郡で人口最大の都市でもある。1862年に設立され、郡名は末日聖徒イエス・キリスト教会の初期指導者の一人であり、第7代大管長ヒーバー・J・グラントの父、ジェデディア・モーガン・グラントに因んで名付けられた。
モーガン郡の全体がオグデン・クリアフィールド大都市圏、ならびにソルトレイクシティ・オグデン・クリアフィールド広域都市圏に属している。

## 歴史
カリフォルニア・トレイルの側道であるヘイスティングス・カットオフの初期ルートは、モーガン・バレーを通り、ウィーバー・キャニオンの細い谷を下っていた。多くの隊員が遭難したことで名高いドナー隊はその行程を早めるためにモーガン・バレーを通ることを避けたが、その代替路の方が多くの時間を消費することになった。
1855年、チャールス・シュリーブ・ピーターソとその家族がウィーバー・キャニオンに通ずる道路を切り開いた後で、モーガン・バレーでは最初の恒久的白人開拓者となった。

## 地理
アメリカ合衆国国勢調査局に拠れば、郡域全面積は611平方マイル (1,582 km2)であり、このうち陸地は5609平方マイル (1,578 km2)、水域は2平方マイル (4 km2)で水域率は0.27％である。

### 主要高規格道路
- 州間高速道路84号線

### 隣接する郡
- ウィーバー郡 - 北
- サミット郡 - 東
- ソルトレイク郡 - 南西
- デービス郡 - 西
- リッチ郡 - 北東

### 国立保護地域
- キャッシュ国立の森（部分）
- ワサッチ国立の森（部分）

## 人口動態
以下は2000年の国勢調査による人口統計データである。
| 基礎データ - 人口: 7,129人 - 世帯数: 2,046 世帯 - 家族数: 1,782 家族 - 人口密度: 5人/km2（12人/mi2） - 住居数: 2,158軒 - 住居密度: 1軒/km2（4軒/mi2） 人種別人口構成 - 白人: 98.11% - アフリカン・アメリカン: 0.04% - ネイティブ・アメリカン: 0.18% - アジア人: 0.15% - その他の人種: 0.45% - 混血: 1.07% - ヒスパニック・ラテン系: 1.44% 年齢別人口構成 - 18歳未満: 37.1% - 18-24歳: 9.7% - 25-44歳: 24.3% - 45-64歳: 20.2% - 65歳以上: 8.7% - 年齢の中央値: 28歳 - 性比（女性100人あたり男性の人口） - 総人口: 102.9 - 18歳以上: 99.7 | 世帯と家族（対世帯数） - 18歳未満の子供がいる: 49.7% - 結婚・同居している夫婦: 79.6% - 未婚・離婚・死別女性が世帯主: 5.6% - 非家族世帯: 12.9% - 単身世帯: 11.7% - 65歳以上の老人1人暮らし: 5.8% - 平均構成人数 - 世帯: 3.48人 - 家族: 3.81人 収入と家計 - 収入の中央値 - 世帯: 50,273米ドル - 家族: 53,365米ドル - 性別 - 男性: 42,350米ドル - 女性: 23,036米ドル - 人口1人あたり収入: 17,684米ドル - 貧困線以下 - 対人口: 5.2% - 対家族数: 3.7% - 18歳未満: 5.7% - 65歳以上: 6.9% |

## 都市と町

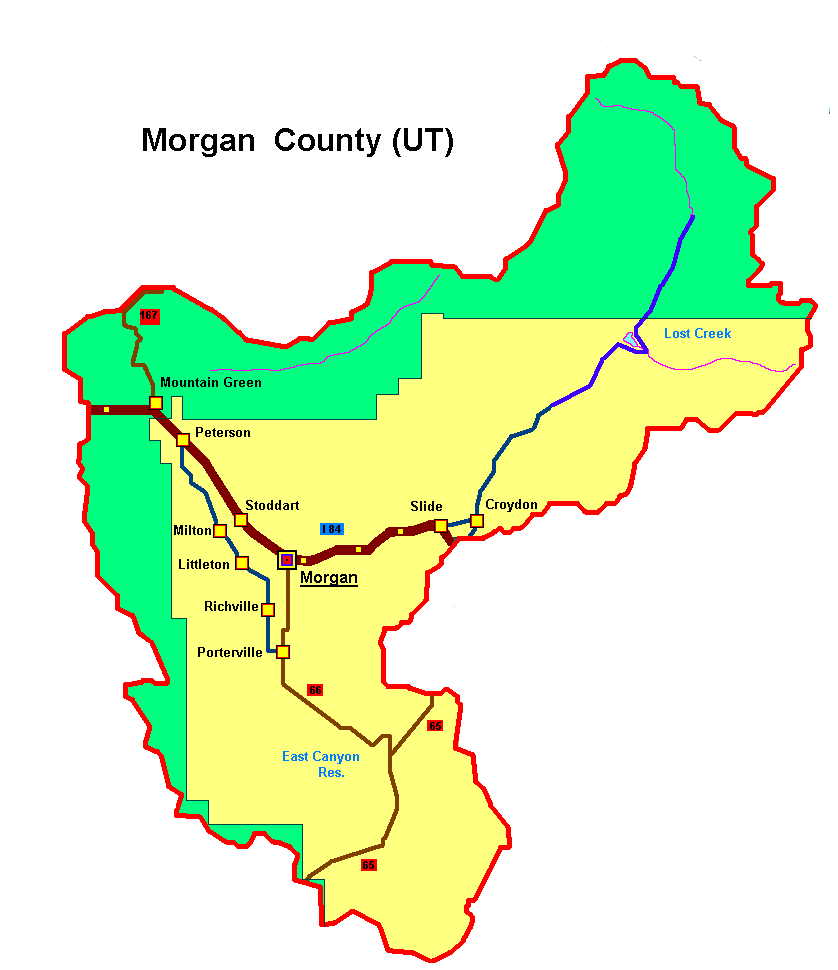
郡内の詳細

- クロイドン
- モンテベルデ
- モーガン - 郡庁所在地
- マウンテングリーン
- ピーターソン
- ポータービル
- リッチビル
- ストッダード